# Kanton Le Grand-Lemps
Le Grand-Lemps is een kanton van het Franse departement Isère. Het kanton maakt deel uit van het arrondissement La Tour-du-Pin. Het heeft een oppervlakte van 320,48 km² en telt 36.261 inwoners in 2017, dat is een dichtheid van 113 inwoners/km².

## Gemeenten
Het kanton Le Grand-Lemps omvatte tot 2014 de volgende 13 gemeenten:
- Apprieu
- Belmont
- Bévenais
- Biol
- Bizonnes
- Burcin
- Châbons
- Colombe
- Eydoche
- Flachères
- Le Grand-Lemps (hoofdplaats)
- Longechenal
- Saint-Didier-de-Bizonnes

Door de herindeling van de kantons bij decreet van 18 februari 2014, met uitwerking op 22 maart 2015 werd het kanton uitgebreid tot 32 gemeenten.
Op 1 januari 2017 werden de gemeenten Le Pin en Paladru samengevoegd tot de fusiegemeente (commune nouvelle) Villages du Lac de Paladru. Op 1 januari 2019  werden de gemeenten Virieu en Panissage samengevoegd tot de fusiegemeente (commune nouvelle) Val-de-Virieu.

Sindsdien omvat het kanton volgende 30 gemeenten: 
- Apprieu
- Belmont
- Bévenais
- Bilieu
- Biol
- Bizonnes
- Blandin
- Burcin
- Châbons
- Charavines
- Chassignieu
- Chélieu
- Chirens
- Colombe
- Doissin
- Eydoche
- Flachères
- Le Grand-Lemps
- Izeaux
- Longechenal
- Massieu
- Montferrat
- Montrevel
- Oyeu
- Saint-Didier-de-Bizonnes
- Saint-Ondras
- Saint-Sulpice-des-Rivoires
- Valencogne
- Villages du Lac de Paladru
- Val-de-Virieu